# Испуханское сельское поселение
Испуха́нское се́льское поселе́ние (чув. Тралькасси ял тӑрӑхӗ) — муниципальное образование в Красночетайском районе Чувашии Российской Федерации.
Административный центр — деревня Испуханы.

## История
Статус и границы сельского поселения установлены Законом Чувашской Республики от 24 ноября 2004 года № 37 «Об установлении границ муниципальных образований Чувашской Республики и наделении их статусом городского, сельского поселения, муниципального района и городского округа».

## Население
| 2010  | 2012  | 2013  | 2014  | 2015  | 2016  | 2017  |
| ----- | ----- | ----- | ----- | ----- | ----- | ----- |
| 1248  | ↘1212 | ↘1189 | ↗1194 | ↘1136 | ↘1083 | ↘1035 |
| 2018  | 2019  | 2020  | 2021  |       |       |       |
| ↘1010 | ↘971  | ↘940  | ↘917  |       |       |       |

## Состав сельского поселения
| № | Населённый пункт | Тип населённого пункта          | Население |
| - | ---------------- | ------------------------------- | --------- |
| 1 | Жукино           | деревня                         | ↗106      |
| 2 | Испуханы         | деревня, административный центр | ↗222      |
| 3 | Карк-Сирмы       | деревня                         | ↗152      |
| 4 | Кумаркино        | деревня                         | ↗311      |
| 5 | Мочей            | деревня                         | ↗234      |
| 6 | Торханы          | село                            | ↗199      |
| 7 | Урумово          | деревня                         | ↗212      |